# ボールドウィンパーク (カリフォルニア州)
ボールドウィンパーク（Baldwin Park）は、アメリカ合衆国カリフォルニア州のロサンゼルス郡にある都市。人口は7万2176人（2020年）。ダウンタウン・ロサンゼルスの東30キロメートルに位置している。

## 歴史
1948年に「In-N-Out Burger」が創業した地である。当時は国勢調査指定地域（CDP）だった。8年後の1956年に地域は法人化し「ボールドウィンパーク市」が誕生した。